# Microsicus parvulus
Microsicus parvulus är en skalbaggsart som först beskrevs av Guérin-Méneville 1829.  Microsicus parvulus ingår i släktet Microsicus och familjen barkbaggar. Inga underarter finns listade i Catalogue of Life.